# Pierre Hantaï

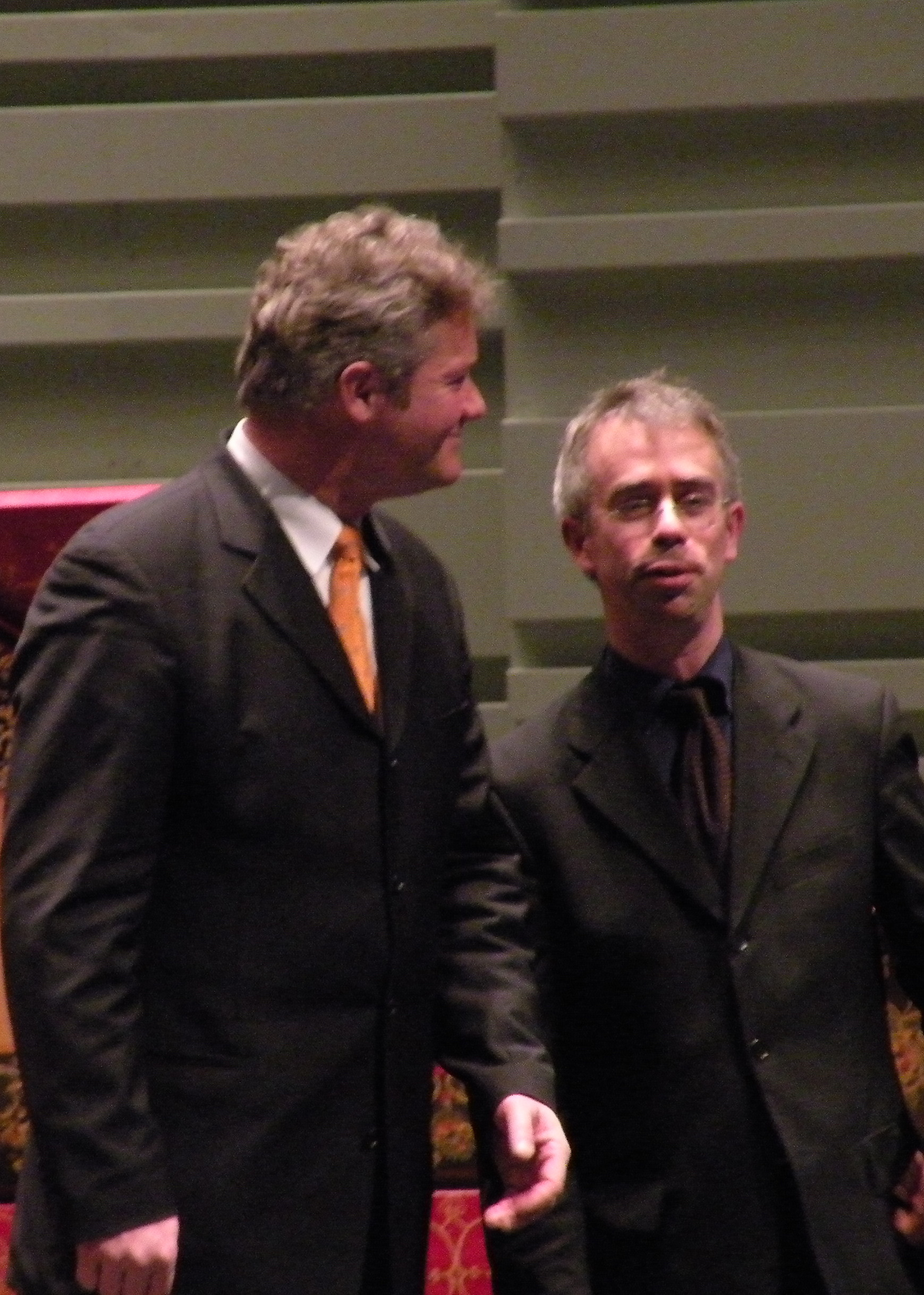
Pierre Hantaï (a la derecha) con el tenor alemán Hans Jörg Mammel (a la izquierda).

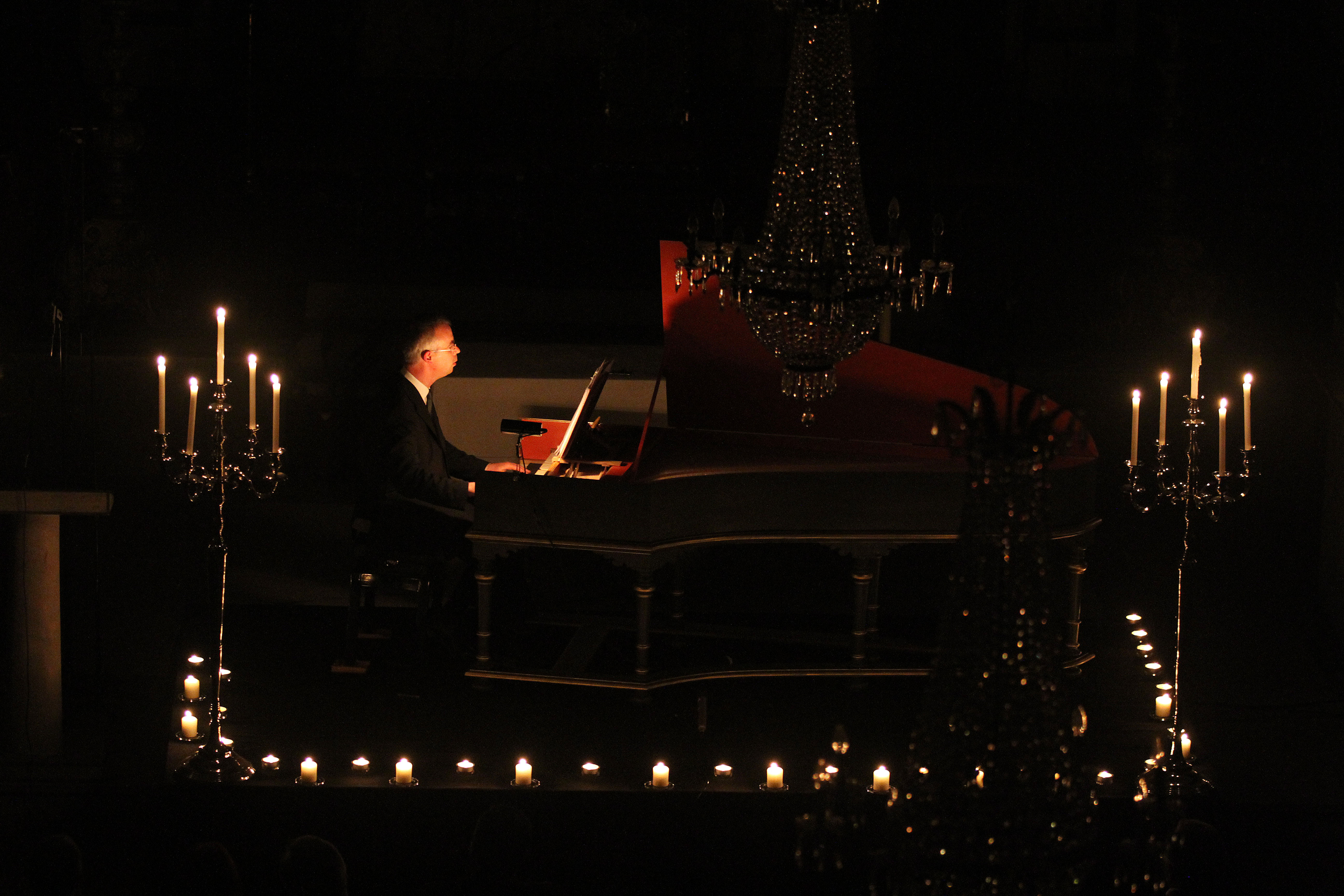
Pierre Hantaï toca en el festival Terras sem Sombra de Música Sacra, en el Baixo Alentejo, en 2011.

Pierre Hantaï (París, 28 de febrero de 1964) es un director de orquesta y clavecinista francés.

## Biografía
Es hijo del pintor Simon Hantaï. Tiene dos hermanos, también músicos: Marc (intérprete de flauta barroca) y Jérôme (intérprete de viola y piano).
Pierre Hantaï empezó a tocar el clavecín a la edad de 11 años y estudió en París con el maestro estadounidense Arthur Haas. Después estudió dos años en Ámsterdam (Países Bajos) con Gustav Leonhardt. En 1982 ―a los diecinueve años de edad― ganó el segundo premio en la Competición Internacional de Clave de Brujas.
En 1985 fundó su propio grupo con sus hermanos, Le Concert Français, que él dirige desde el clavecín. Como solista, toca regularmente en Europa, Estados Unidos y Japón.
Ha tocado en numerosas orquestas barrocas, como La Petite Bande ―bajo la dirección de Sigiswald Kuijken― y Le Concert des Naciones ―bajo la dirección de Jordi Savall―. Ha colaborado con muchos otros músicos, entre ellos Philippe Herreweghe y Marc Minkowski.

## Discografía[3]
Ha grabado discos ―que han recibido premios como el Charles Cros o el Gramophone Award― con obras de
Johann Sebastian Bach,
John Bull,
Gilles Farnaby,
Girolamo Frescobaldi,
Wolfgang Amadeus Mozart y
Domenico Scarlatti.